# Санта-Марія-дель-Беррокаль
Санта-Марія-дель-Беррокаль (ісп. Santa María del Berrocal) — муніципалітет в Іспанії, у складі автономної спільноти Кастилія-і-Леон, у провінції Авіла. Населення — 482 особи (2010).
Муніципалітет розташований на відстані близько 140 км на захід від Мадрида, 60 км на захід від Авіли.
На території муніципалітету розташовані такі населені пункти: (дані про населення за 2010 рік)
- Наваермоса-де-Корнеха: 18 осіб
- Санта-Марія-дель-Беррокаль: 457 осіб
- Вальдемолінос: 7 осіб

## Демографія
Динаміка населення (INE ):